# بولیاکای
بولیاکای (انگلیسی: Bulyakay) یک شهرک در شهرستان کارماسکالینسکی استان باشقیرستان کشور روسیه است.